# Чемпионат России по биатлону 2021/2022
Чемпионат России по биатлону сезона 2021/2022 прошёл в несколько этапов с декабря 2021 по апрель 2022 года. Были разыграны медали в восьми индивидуальных и четырёх командных дисциплинах.
С марта 2022 года, в связи с отстранением от международных соревнований, на этапах Кубка и Чемпионата России вне зачёта также участвуют и биатлонисты из Республики Беларусь.

## Этапы
- Ижевск «Ижевская винтовка»

1. Индивидуальная гонка (мужчины, женщины)

- Уват

1. Суперспринт (мужчины, женщины)

- Тюмень

1. Суперпасьют (мужчины, женщины)
2. Командная гонка (мужчины, женщины)
3. Марафон (мужчины, женщины)

- Уфа

1. Гонка преследования (мужчины, женщины)
2. Масс-старт (мужчины, женщины)

- Тюмень Чемпионат России

1. Спринт (мужчины, женщины)
2. Смешанная эстафета
3. Одиночная смешанная эстафета
4. Масс-старт (мужчины, женщины)
5. Эстафета (мужчины, женщины)

## Результаты
| Гонка | Мужчины | Женщины |
| Короткая индивидуальная гонка Ижевск 1. 25 декабря 2021 Мужчины: 15 км 2. 25 декабря 2021 Женщины: 12,5 км | 1. Евгений Идинов 43:53.3 (3) 2. Дмитрий Иванов +0.2 (1) 3. Петр Пащенко +33.3 (3) 4. Михаил Первушин 5. Евгений Сидоров 6. Михаил Бурундуков Протоколы | 1. Виктория Сливко 42:59.0 (3) 2. Лариса Куклина +3.1 (2) 3. Анастасия Егорова +10.5 (2) 4. Екатерина Носкова 5. Анна Григорьева 6. Елизавета Каплина Протоколы |
| Суперспринт Уват 1. 13 февраля 2022 Мужчины: 5 км 2. 13 февраля 2022 Женщины: 5 км                         | 1. Михаил Бурундуков 21:07.8 (2) 2. Кирилл Бажин +9.8 (2) 3. Рустам Каюмов +10.2 (4) 4. Алексей Вагин 5. Дмитрий Абашев 6. Кирилл Стрельцов Протоколы | 1. Екатерина Носкова 24:48.0 (3) 2. Екатерина Кулакова +13.2 (3) 3. Анна Григорьева +16.5 (2) 4. Юлия Дроздова 5. Татьяна Акимова 6. Тамара Дербушева Протоколы |
| Суперпасьют Тюмень 1. 17 февраля 2022 Мужчины: 7,5 км 2. 17 февраля 2022 Женщины: 6 км                     | 1. Петр Пащенко 21:25.6 (5) 2. Рустам Каюмов +3.1 (5) 3. Дмитрий Абашев +11.7 (1) 4. Илья Гаврилов 5. Роман Сурнев 6. Вадим Филимонов Протоколы | 1. Анна Никулина 24:32.0 (2) 2. Екатерина Носкова +13.9 (5) 3. Екатерина Кулакова +21.9 (5) 4. Владислава Гаврилова 5. Анна Григорьева 6. Ксения Довгая Протоколы |
| Командная гонка Тюмень 1. 18 февраля 2022 Мужчины: 10 км 2. 18 февраля 2022 Женщины: 7,5 км                | 1. / Уральский ФО 27:06.7 (1) (Степан Парфёнов, Илья Новопашин, Евгений Идинов, Кирилл Бажин) 2. ХМАО +9.0 (4) (Иван Томилов, Петр Пащенко, Вадим Филимонов, Алексей Вагин) 3. Тюменская область +38.8 (3) (Денис Таштимеров, Андрей Вьюхин, Вячеслав Малеев, Евгений Гараничев) Протоколы                         | 1. Свердловская область 23:38.5 (2) (Юлия Сазонова, Александра Плюснина, Антонина Кирсанова, Тамара Дербушева) 2. ХМАО +5.3 (2) (Алиса Пугина, Владислава Гаврилова, Ксения Довгая, Елизавета Каплина) 3. Тюменская область +1:24.4 (5) (Любовь Калинина, Эмма Тимербулатова, Татьяна Акимова, Ольга Мощенкова) Протоколы                                  |
| Марафон Тюмень 1. 20 февраля 2022 Мужчины: 40 км 2. 21 февраля 2022 Женщины: 30 км                         | 1. Рустам Каюмов 1:47:59.1 (9) 2. Кирилл Стрельцов +49.0 (3) 3. Кирилл Бажин +1:11.6 (4) 4. Иван Колотов 5. Виктор Плицев 6. Дмитрий Абашев Протоколы | 1. Анастасия Егорова 1:36:28.3 (5) 2. Владислава Гаврилова +3.5 (3) 3. Юлия Дроздова +19.2 (6) 4. Тамара Дербушева 5. Екатерина Кулакова 6. Ксения Довгая Протоколы |
| Гонка преследования Уфа 1. 14 марта 2022 Мужчины: 12,5 км 2. 14 марта 2022 Женщины: 10 км                  | 1. Карим Халили 36:17.1 (2) 2. Кирилл Бажин +0.5 (2) 3. Рустам Каюмов +0.7 (2) 4. Михаил Первушин 5. / Даниил Серохвостов 6. Евгений Гараничев Протоколы | 1. Ирина Казакевич 32:58.0 (3) 2. Кристина Резцова +9.4 (6) 3. Лариса Куклина +42.4 (1) 4. Виктория Сливко 5. Светлана Миронова 6. Тамара Дербушева Протоколы |
| Большой масс-старт Уфа 1. 16 марта 2022 Мужчины: 15 км 2. 16 марта 2022 Женщины: 12,5 км                   | 1. Эдуард Латыпов 41:15.1 (2) 2. / Даниил Серохвостов +0.4 (2) 3. Карим Халили +26.7 (1) 4. Рустам Каюмов 5. Евгений Гараничев 6. Виктор Плицев Протоколы | 1. Виктория Сливко 38:03.8 (0) 2. Лариса Куклина +9.5 (0) 3. Ирина Казакевич +24.2 (2) 4. Светлана Миронова 5. Тамара Дербушева 6. Кристина Резцова Протоколы |
| Спринт Тюмень 1. 30 марта 2022 Мужчины: 10 км 2. 30 марта 2022 Женщины: 7,5 км                             | 1. / Даниил Серохвостов 24:51.7 (1) 2. Эдуард Латыпов +42.9 (2) 3. Карим Халили +19.2 (1) 4. Евгений Гараничев 5. Семён Сучилов 6. Роман Ерёмин Протоколы | 1. Виктория Сливко 22:33.1 (1) 2. Елизавета Каплина +8.7 (0) 3. Анастасия Гореева +13.6 (2) 4. Кристина Резцова 5. Лариса Куклина 6. Екатерина Носкова Протоколы |
| Одиночная смешанная эстафета Тюмень 1. 31 марта 2022 Женщины: 6 км Мужчины: 7,5 км                         | 1. Санкт-Петербург-1 36:46.6 (0+3) (Екатерина Юрлова-Перхт, Максим Цветков) 2. Тюменская область-1 +26.9 (0+5) (Виктория Сливко, Евгений Гараничев) 3. Свердловская область +44.7 (0+4) (Тамара Дербушева, Кирилл Бажин) Протоколы                                                                                 | 1. Санкт-Петербург-1 36:46.6 (0+3) (Екатерина Юрлова-Перхт, Максим Цветков) 2. Тюменская область-1 +26.9 (0+5) (Виктория Сливко, Евгений Гараничев) 3. Свердловская область +44.7 (0+4) (Тамара Дербушева, Кирилл Бажин) Протоколы |
| Смешанная эстафета Тюмень 1. 31 марта 2022 Женщины: 2x6 км Мужчины: 2x7.5 км                               | 1. ХМАО-2 1:11:18.0 (0+7) (Екатерина Носкова, Владислава Гаврилова, Алексей Вагин, Никита Поршнев) 2. Московская область +2.7 (0+2) (Юлия Дроздова, Анастасия Гореева, Михаил Первушин, Кирилл Стрельцов) 3. ХМАО-1 +35.6 (1+11) (Кристина Резцова, Елизавета Каплина, Михаил Бурундуков, Семен Сучилов) Протоколы | 1. ХМАО-2 1:11:18.0 (0+7) (Екатерина Носкова, Владислава Гаврилова, Алексей Вагин, Никита Поршнев) 2. Московская область +2.7 (0+2) (Юлия Дроздова, Анастасия Гореева, Михаил Первушин, Кирилл Стрельцов) 3. ХМАО-1 +35.6 (1+11) (Кристина Резцова, Елизавета Каплина, Михаил Бурундуков, Семен Сучилов) Протоколы                                         |
| Масс-старт Тюмень 1. 2 апреля 2022 Мужчины: 15 км 2. 3 апреля 2022 Женщины: 12,5 км                        | 1. Василий Томшин 39:39.3 (2) 2. / Максим Цветков +0.9 (1) 3. Никита Поршнев +31.3 (1) 4. Ильназ Мухамедзянов 5. Роман Ерёмин 6. Михаил Бурундуков Протоколы | 1. Кристина Резцова 36:53.6 (3) 2. Виктория Сливко +18.0 (1) 3. Светлана Миронова +31.9 (3) 4. Елизавета Каплина 5. Лариса Куклина 6. Екатерина Носкова Протоколы |
| Эстафета Тюмень 1. 3 апреля 2022 Мужчины: 4x7,5 км 2. 2 апреля 2022 Женщины: 4x6 км                        | 1. ХМАО-1 1:18:07.9 (0+5) (Дмитрий Иванов, Петр Пащенко, Михаил Бурундуков, Никита Поршнев) 2. / Центральный ФО +32.2 (0+5) (Илья Гаврилов, Артем Смирнов, Карим Халили, Кирилл Стрельцов) 3. Удмуртия +45.5 (0+13) (Евгений Емерхонов, Александр Поварницын, Виктор Плицев, Ильназ Мухамедзянов) Протоколы        | 1. ХМАО-1:13:42.4 (0+12) (Елизавета Каплина, Екатерина Носкова, Владислава Гаврилова, Кристина Резцова) 2. Свердловская область +44.3 (1+8) (Светлана Миронова, Антонина Кирсанова, Ирина Казакевич, Тамара Дербушева) 3. / Сибирский и Дальневосточный ФО +2:47.4 (0+6) (Софья Ленькова, Анастасия Гришина, Анастасия Батманова, Анна Никулина) Протоколы |